# Rochechouart
Rochechouart település Franciaországban, Haute-Vienne megyében. Lakosainak száma 3637 fő (2022. január 1.). Rochechouart Chassenon, Pressignac, Chaillac-sur-Vienne, Saillat-sur-Vienne, Saint-Auvent és Vayres községekkel határos.

## Népesség
A település népessége az elmúlt években az alábbi módon változott:
| Lakosok száma | 3807 | 3789 | 3892 | 3778 | 3768 | 3767 | 3725 | 3681 | 3637 |
|               | 2013 | 2015 | 2016 | 2017 | 2018 | 2019 | 2020 | 2021 | 2022 |